# Ekfráze
Ekfráze (někdy psáno též ekphrasis, z řeckého ἔκ-φρασις „popis“) je literární popis výtvarného díla. Nejčastěji bývá tento pojem omezen na popis tvůrčí, který má ambice sdělit čtenáři vedle fyzického popisu obrazu či sochy i jeho účinek na diváka. Někdy je však užíván i pro čistě věcné popisy uměleckého díla. V tomto smyslu by v krajním případě zahrnoval všechny texty zabývající se výtvarným uměním, např. výtvarnou kritiku.
Pojem ekfráze se v antice původně užíval v rétorice a označoval jakýkoliv podrobný popis věci, osoby či zkušenosti, již kolem pátého století se však jeho význam omezil pouze na popis uměleckého díla, a to především popis literární. Dnes nejužívanější definice je Heffernanova „verbální reprezentace vizuální reprezentace“. Pochází z Heffernanovy knihy Muzeum slov, která shrnuje řadu nejvýraznějších příkladů ekfráze ve světové literatuře počínaje Homérem a Vergiliem (jmenovitě ve dvou popisech štítů, kterým je v Iliadě, resp. Aeneidě věnován značný prostor). Podobné mapování ekfrastických prvků v české literatuře provedla Stanislava Fedrová, její příklady nachází u Vrchlického, Zeyera, Karáska ze Lvovic, Jiráska, Jaroslava Durycha, Jaroslava Marii, Františka Langera, Bohumila Hrabala či Miloše Urbana.
Ekfrastické popisy lze vnímat jako paradoxní, protože dávají slovní výraz dílu, které mělo na adresáta původně působit bez zprostředkování jazykem.
Ekfráze se neomezuje na literaturu, odezvou výtvarného díla může být například i hudební skladba; příkladem jsou Musorgského Obrázky z výstavy.